# Mestni linijski prevoz Kranj
Mestni linijski prevoz Kranj se izvaja na 15 avtobusnih progah po Odloku o organizaciji in načinu izvajanja javnega mestnega prometa in ga je sprejel Svet mestne občine Kranj.
Povezuje bivalna naselja mesta Kranj ter primestna naselja Kokrica,Bobovek, Mlaka pri Kranju, Predoslje, Suha pri Predosljah, Britof, Orehek, Drulovka, Zgornje Bitnje in Tatinec.

## Izvajalec
Podeljeno koncesijo javnega mestnega prometa ima prevozniško podjetje Arriva (nekdanji Alpetour).

## Značilnosti mestnega prometa
Mestni promet se izvaja z avtobusi, ki vozijo na 13 avtobusnih progah in povezujejo okolico ter bivalna naselja Kranja z železniško postajo in središčem mesta. Prevoz se izvaja vse dni v letu razen nedelj in praznikov, ko pa obratuje samo proga 15. V jutranji in opoldanski konici so vozni redi v največji meri prilagojeni zaposlenim, dijakom in učencem. V tem času večina linij obratuje s polurnim intervalom. Izven konic avtobusi vozijo najmanj vsako uro. V času šolskih počitnic in ob sobotah avtobusi zaradi premajhnega števila potnikov vozijo redkeje in samo do konca popoldanske prometne konice.
Nekatere proge (št. 1, 8 in 12) potekajo tudi preko meja Mestne občine Kranj, zato so v nadaljevanju registrirane tudi kot primestne proge. 
Proge v mestnem prometu Kranj so dolge do 17 kilometrov.

## Vozovnice
Vozovnice je mogoče kupiti pri vozniku na avtobusu ali na kranjski avtobusni postaji. S 1. majem 2010 je prišlo do pocenitve mestnega javnega prevoza. Namen ukrepa je bil zmanjšati upad števila prepeljanih potnikov in ljudi iz avtomobilov spraviti na avtobuse. Dnevna vozovnica velja sedaj ves dan ne glede na število voženj - torej je omogočeno brezplačno presedanje. Od septembra 2013 pa velja višja cena mesečne in letne vozovnice.
Tako sedaj obstajajo tri vrste vozovnic za občane, in sicer:
| vrsta vozovnice | cena (€) |
| --------------- | -------- |
| dnevna          | 1        |
| mesečna         | 10       |
| letna           | 95       |

Cenik vozovnic za dijake in študente:
| vrsta subvencionirane vozovnice | cena (€) |
| ------------------------------- | -------- |
| mesečna                         | 5        |
| letna                           | 50       |

Opomba:
- V kombinciji z medkrajevnim potniškim prometom je vozovnica za mestni promet brezplačna.

## Seznam prog mestnega prometa
| št. | relacija | delavnik                                         | delavnik                                         | sobota                            | nedelja in praznik | trasa proge                                             |
| št. | relacija | šolski pouk                                      | šolske počitnice                                 | sobota                            | nedelja in praznik | trasa proge                                             |
| --- | --- | ------------------------------------------------ | ------------------------------------------------ | --------------------------------- | ------------------ | ------------------------------------------------------- |
| 1   | Kolodvor – Globus – Primskovo – Planina – Hrastje – Prebačevo – (Trboje) Kolodvor – Globus – Primskovo – Planina – Qlandia – Hrastje – Prebačevo – (Trboje) | 5.10 - 20.40 7.37 - 20.07                        | 5.10 - 20.40 7.37 - 20.07                        | 5.10 - 12.37 6.37 - 13.10         | -                  | 1 na OpenStreetMap                                      |
| 2   | Globus > Primskovo > (Primskovo Mercator) > Planina > Stražišče > Globus Plinarna > Planina > Qlandia > Stražišče > Globus > Kranj AP                       | 5.00 - 19.55 21.15                               | 5.00 - 6.55 & 12.55 - 16.55 21.15                | 5.10 - 13.55 -                    | -                  | 2 na OpenStreetMap Plinarna – Kranj AP na OpenStreetMap |
| 3   | Globus > Stražišče > Planina > (Primskovo Mercator) > Primskovo > Globus                                                                                    | 4.57 - 15.27 & 21.57 - 22.06                     | 5.27 - 15.27 & 22.07                             | 6.27 - 14.27                      | -                  | 3 na OpenStreetMap                                      |
| 4   | (Žabnica) – (Spodnje Bitnje) – Zgornje Bitnje – Stražišče – Globus – Kranj AP – (Struževo)                                                                  | 5.25 - 17.37                                     | 5.25 - 17.37                                     | -                                 | -                  | 4 na OpenStreetMap                                      |
| 5   | Globus > Primskovo > Britof > Kokrica > Globus Globus > Primskovo > Britof > Predoslje> Suha > Kokrica > Rupa > Globus                                      | 7.10 - 21.10 5.00 - 6.10 & 11.10 - 15.10 & 19.10 | 7.10 - 21.10 5.00 - 6.10 & 11.10 - 15.10 & 19.10 | 5.10 - 14.10 -                    | -                  | 5 na OpenStreetMap                                      |
| 6   | Globus > Kokrica > Britof > Primskovo > Globus Globus > Rupa > Kokrica > Predoslje > Suha > Britof > Primskovo > Globus                                     | 5.10 - 13.40 5.40 - 14.40                        | 6.40 - 15.40 5.40 - 14.40                        | -                                 | -                  | 6 na OpenStreetMap                                      |
| 7   | (Kolodvor) – Globus – Kokrica – Srakovlje – Bobovek – Kokrica – Globus – (Kolodvor) Globus – Kokrica – Srakovlje                                            | 5.52 - 7.40 & 11.40 - 19.40 & 22.13 8.10 - 11.24 | 5.40 - 7.40 & 11.40 - 15.10 8.40 - 11.24         | 7.40 & 11.40 - 13.40 8.40 - 11.24 | -                  | 7 na OpenStreetMap                                      |
| 8   | Kranj AP – Globus – Drulovka – Podreča Kranj AP – Globus – Drulovka – Podreča – Medvode                                                                     | 5.17 - 20.46 5.20 - 22.15                        | 5.17 - 15.20 6.08 - 22.15                        | 5.12 - 14.41 5.40 - 13.10 & 22.15 | -                  | 8 na OpenStreetMap                                      |
| 11A | Suha < Predoslje – Primskovo – Planina – Tovarna Planika | 5.25 & 14.13 & 22.13                             | 5.25 & 14.13 & 22.13                             | -                                 | -                  | 11A na OpenStreetMap                                    |
| 11B | Kranj AP – Tovarna Planika | 5.40 & 13.40 - 14.13 & 22.13                     | 5.40 & 13.40 - 14.13 & 22.13                     | 5.40 & 13.40 - 14.13              | -                  | 11B na OpenStreetMap                                    |
| 12  | Kranj AP – Zgornja Besnica – (Podblica) – (Jamnik) Kranj AP – Globus – Stražišče – Zgornja Besnica – (Podblica) – (Jamnik)                                  | 5.35 - 22.40 5.00 - 22.05                        | 5.35 - 22.40 5.00 - 22.05                        | -                                 | -                  | 12 na OpenStreetMap                                     |
| 14  | Globus – Svarje – Povlje – Tatinec – Globus | 5.28 - 9.40 & 12.00 - 15.20                      | -                                                | -                                 | -                  | 14 na OpenStreetMap                                     |
| 15  | Kolodvor – Primskovo – Dolnov – Planina – Kolodvor | 4.38 - 22.52                                     | 4.38 - 21.22                                     | 4.38 - 17.22                      | 8.52 - 17.22       | 15 na OpenStreetMap                                     |

## Avtobusi
- Mercedes-Benz Citaro
- Mercedes-Benz Conecto
- MAN Lion's City
- Iveco Crossway LE
- Otokar Vectio C
- MAN Lion's City E

## Zgodovina
Razvoj prog je potekal skladno s širjenjem mesta. Tako postopno prihaja do manjših sprememb v potekih tras in režimu obratovanja.

### Podaljšanja in spremembe
Najprej je bila kratka proga št. 9 Avtobusna postaja – Struževo združena s progo št. 4 Globus – Stražišče v progo št. 4 Struževo – Kranj – Stražišče, proga št. 7 je bila iz Srakovelj speljana kot krožna proga preko Bobovka in Kokrice, leta 2003 je bila uvedena proga št. 12 Kranj – Besnica, 1. aprila 2004 je bila proga št. 4 podaljšana od Stražišča do Spodnjih Bitenj, spomladi 2006 je bilo odprto obračališče na železniški postaji Kranj, 1. septembra 2007 so bile proge št. 1, 2 in 3 ob določenih urah speljane preko trgovskega centra na Primskovem, 1. aprila 2011 je bila proga št. 1 ob določenih urah speljana do centra Qlandia, 1. septembra 2011 pa je bilo njeno obračališče prestavljeno izpred Globusa na železniško postajo.
Septembra 2013 je bilo na progi 7 nekaj odhodov podaljšanih do železniške postaje, uvedeni sta bili tudi dve novi progi, 14 Prešernov gaj – Tatinec in 15 Kolodvor – Primskovo – Dolnov – Planina – Kolodvor, tako proge 1, 2 in 3 ne vozijo več mimo trgovskega centra na Primskovem.

### Ukinitve prog
Več kot tri leta sta obstajali/obratovali tudi progi št.: 
- 9 Avtobusna postaja – (Supernova) – olimpijski bazen – Primskovo – Planina  – Avtobusna postaja in
- 10 Planina (Ručigajeva) – Iskraemeco (Planika).

Ukinjeni sta bila zaradi nerentabilnosti 1. marca leta 2006.

## Tabela prepeljanih potnikov
Največje število potnikov je v času šole in ob delavniških prometnih konicah, izven konic in v času šolskih počitnic je potnikov manj. Temu režimu je prilagojen tudi vozni red avtobusov.
| leto | št. potnikov |
| ---- | ------------ |
| 2001 | 233.830      |
| 2002 | 239.634      |
| 2003 | 648.928      |
| 2004 | 673.597      |
| 2005 | 691.839      |
| 2006 | 596.014      |
| 2007 | 563.052      |
| 2008 | 563.500      |
| 2009 | 524.740      |
| 2011 | 573.802      |